# Paya Pasir (Tebing Syahbandar)
Paya Pasir is een bestuurslaag in het regentschap Serdang Bedagai van de provincie Noord-Sumatra, Indonesië. Paya Pasir telt 3903 inwoners (volkstelling 2010).